# Йолатахма
Йолатахма — вероятно, представитель правящей династии Парадана Паратараджей, сын Арджуны и отец Бхимарджуны.
По мнению учёных, так как «Йола» означает «воин», а «тахма» — «героический, сильный», то Йолатахма — это «героический воин». Его имя приведено на монетах сына — Бхимарджуны, правившего Параданом в первой половине III века. Нумизматический материал самого Йолатахмы неизвестен. По предположению П. Тэндона, он, возможно, был сыном Арджуны, царствовавшего во второй половине II века. Этот вывод исследователь сделал, основываясь на сходстве имён вероятных деда и внука — Арджуны и Бхимарджуны и отметил, что сочетание одинаковых корней было характерно для представителей династии Паратараджей.